# Luc Terlinden
Luc Terlinden (Etterbeek, 17 de outubro de 1968) é um prelado belga da Igreja Católica, arcebispo de Malinas-Bruxelas e Ordinário Militar da Bélgica.

## Biografia
Depois de obter a licenciatura em Economia e o bacharelato em engenharia comercial, cumpriu o serviço militar, realizou uma breve experiência profissional como professor do ensino secundário e, posteriormente, entrando no seminário diocesano de Malinas-Bruxelas, obteve o grau de bacharel em Filosofia na UCLouvain e em Teologia no Centre d'études théologiques et pastorales (CETEP).
Em 16 de outubro de 1998 foi ordenado como diácono na igreja de Notre-Dame du Rosaire, em Uccle e foi ordenado padre em 18 de setembro de 1999, na Catedral de São Miguel e Santa Gudula, ambas as ordenações feitas pelo cardeal Godfried Danneels, sendo incardinado na Arquidiocese de Malinas-Bruxelas. Posteriormente, formou-se em teologia moral na Pontifícia Academia Alfonsiana de Roma. É membro da Fraternidade Sacerdotal Jesus Cáritas.
Em seu retorno, foi vigário de Saint-François d'Assise em Ottignies-Louvain-la-Neuve e fundador do Oratório de modelo italiano (desde 2003 até 2023); chefe do serviço diocesano para as vocações, de 2005 a 2014; pároco de Sainte-Croix em Ixelles (de 2010 a 2023), chefe da Pastoral Unit e fundador do Pôle Jeunes XL (desde 2013 até 2023); presidente do seminário arquidiocesano, membro do conselho episcopal e cônego titular da Catedral de São Romualdo de Malinas (entre 2017 e 2023); professor de teologia moral no seminário maior francófono de Namur; até 2023, vigário-geral da Arquidiocese, moderador do Conselho Episcopal e responsável do Vicariato para a Formação Francófona.
Em 22 de junho de 2023, o Papa Francisco o nomeou arcebispo de Malinas-Bruxelas e, em 28 de junho seguinte, como Ordinário Militar da Bélgica. Sua consagração ocorreu em 3 de setembro seguinte, na Catedral de São Romualdo de Malinas, pelo cardeal Jozef De Kesel, seu antecessor, coadjuvado por François Marie Pierre Touvet, bispo de Châlons e por Johan Jozef Bonny, bispo da Antuérpia.